# 1979年
1979年（1979 ねん）は、西暦（グレゴリオ暦）による、月曜日から始まる平年。昭和54年。
この項目では、国際的な視点に基づいた1979年について記載する。

## 他の紀年法
- 干支：己未（つちのと ひつじ）
- 日本（月日は一致）
  - 昭和54年
  - 皇紀2639年
- 中華民国（月日は一致）
  - 中華民国68年
- 朝鮮民主主義人民共和国（月日は一致）
  - 主体68年
- 仏滅紀元：2521年 - 2522年
- イスラム暦：1399年2月1日 - 1400年2月11日
- ユダヤ暦：5739年4月2日 - 5740年4月11日
- Unix Time：283996800 - 315532799
- 修正ユリウス日 (MJD)：43874 - 44238
- リリウス日 (LD)：144715 - 145079

※主体暦は、朝鮮民主主義人民共和国で1997年に制定された。

## カレンダー
| 1月 |    |    |    |    |    |    |
| 日  | 月 | 火 | 水 | 木 | 金 | 土 |
|     | 1  | 2  | 3  | 4  | 5  | 6  |
| 7   | 8  | 9  | 10 | 11 | 12 | 13 |
| 14  | 15 | 16 | 17 | 18 | 19 | 20 |
| 21  | 22 | 23 | 24 | 25 | 26 | 27 |
| 28  | 29 | 30 | 31 |    |    |    |
|     |    |    |    |    |    |    |

| 2月 |    |    |    |    |    |    |
| 日  | 月 | 火 | 水 | 木 | 金 | 土 |
|     |    |    |    | 1  | 2  | 3  |
| 4   | 5  | 6  | 7  | 8  | 9  | 10 |
| 11  | 12 | 13 | 14 | 15 | 16 | 17 |
| 18  | 19 | 20 | 21 | 22 | 23 | 24 |
| 25  | 26 | 27 | 28 |    |    |    |
|     |    |    |    |    |    |    |

| 3月 |    |    |    |    |    |    |
| 日  | 月 | 火 | 水 | 木 | 金 | 土 |
|     |    |    |    | 1  | 2  | 3  |
| 4   | 5  | 6  | 7  | 8  | 9  | 10 |
| 11  | 12 | 13 | 14 | 15 | 16 | 17 |
| 18  | 19 | 20 | 21 | 22 | 23 | 24 |
| 25  | 26 | 27 | 28 | 29 | 30 | 31 |
|     |    |    |    |    |    |    |

| 4月 |    |    |    |    |    |    |
| 日  | 月 | 火 | 水 | 木 | 金 | 土 |
| 1   | 2  | 3  | 4  | 5  | 6  | 7  |
| 8   | 9  | 10 | 11 | 12 | 13 | 14 |
| 15  | 16 | 17 | 18 | 19 | 20 | 21 |
| 22  | 23 | 24 | 25 | 26 | 27 | 28 |
| 29  | 30 |    |    |    |    |    |
|     |    |    |    |    |    |    |

| 5月 |    |    |    |    |    |    |
| 日  | 月 | 火 | 水 | 木 | 金 | 土 |
|     |    | 1  | 2  | 3  | 4  | 5  |
| 6   | 7  | 8  | 9  | 10 | 11 | 12 |
| 13  | 14 | 15 | 16 | 17 | 18 | 19 |
| 20  | 21 | 22 | 23 | 24 | 25 | 26 |
| 27  | 28 | 29 | 30 | 31 |    |    |
|     |    |    |    |    |    |    |

| 6月 |    |    |    |    |    |    |
| 日  | 月 | 火 | 水 | 木 | 金 | 土 |
|     |    |    |    |    | 1  | 2  |
| 3   | 4  | 5  | 6  | 7  | 8  | 9  |
| 10  | 11 | 12 | 13 | 14 | 15 | 16 |
| 17  | 18 | 19 | 20 | 21 | 22 | 23 |
| 24  | 25 | 26 | 27 | 28 | 29 | 30 |
|     |    |    |    |    |    |    |

| 7月 |    |    |    |    |    |    |
| 日  | 月 | 火 | 水 | 木 | 金 | 土 |
| 1   | 2  | 3  | 4  | 5  | 6  | 7  |
| 8   | 9  | 10 | 11 | 12 | 13 | 14 |
| 15  | 16 | 17 | 18 | 19 | 20 | 21 |
| 22  | 23 | 24 | 25 | 26 | 27 | 28 |
| 29  | 30 | 31 |    |    |    |    |
|     |    |    |    |    |    |    |

| 8月 |    |    |    |    |    |    |
| 日  | 月 | 火 | 水 | 木 | 金 | 土 |
|     |    |    | 1  | 2  | 3  | 4  |
| 5   | 6  | 7  | 8  | 9  | 10 | 11 |
| 12  | 13 | 14 | 15 | 16 | 17 | 18 |
| 19  | 20 | 21 | 22 | 23 | 24 | 25 |
| 26  | 27 | 28 | 29 | 30 | 31 |    |
|     |    |    |    |    |    |    |

| 9月 |    |    |    |    |    |    |
| 日  | 月 | 火 | 水 | 木 | 金 | 土 |
|     |    |    |    |    |    | 1  |
| 2   | 3  | 4  | 5  | 6  | 7  | 8  |
| 9   | 10 | 11 | 12 | 13 | 14 | 15 |
| 16  | 17 | 18 | 19 | 20 | 21 | 22 |
| 23  | 24 | 25 | 26 | 27 | 28 | 29 |
| 30  |    |    |    |    |    |    |
|     |    |    |    |    |    |    |

| 10月 |    |    |    |    |    |    |
| 日   | 月 | 火 | 水 | 木 | 金 | 土 |
|      | 1  | 2  | 3  | 4  | 5  | 6  |
| 7    | 8  | 9  | 10 | 11 | 12 | 13 |
| 14   | 15 | 16 | 17 | 18 | 19 | 20 |
| 21   | 22 | 23 | 24 | 25 | 26 | 27 |
| 28   | 29 | 30 | 31 |    |    |    |
|      |    |    |    |    |    |    |

| 11月 |    |    |    |    |    |    |
| 日   | 月 | 火 | 水 | 木 | 金 | 土 |
|      |    |    |    | 1  | 2  | 3  |
| 4    | 5  | 6  | 7  | 8  | 9  | 10 |
| 11   | 12 | 13 | 14 | 15 | 16 | 17 |
| 18   | 19 | 20 | 21 | 22 | 23 | 24 |
| 25   | 26 | 27 | 28 | 29 | 30 |    |
|      |    |    |    |    |    |    |

| 12月 |    |    |    |    |    |    |
| 日   | 月 | 火 | 水 | 木 | 金 | 土 |
|      |    |    |    |    |    | 1  |
| 2    | 3  | 4  | 5  | 6  | 7  | 8  |
| 9    | 10 | 11 | 12 | 13 | 14 | 15 |
| 16   | 17 | 18 | 19 | 20 | 21 | 22 |
| 23   | 24 | 25 | 26 | 27 | 28 | 29 |
| 30   | 31 |    |    |    |    |    |
|      |    |    |    |    |    |    |

## できごと

### 1月
- 国際児童年
- 1月1日
  - アメリカ合衆国と中華民国国交断絶。
  - アメリカ合衆国と中華人民共和国が国交樹立。
- 1月16日
  - イランのモハンマド・レザー・パフラヴィー国王がエジプトなどへ亡命。
  - クイーンがドント・ストップ・ミー・ナウを発売。
- 1月28日 - 鄧小平が、米中国交樹立を受け、同28日から2月5日にかけて訪米（英語版）。首都ワシントンで大統領ジミー・カーターとの会談後、ヒューストン、シアトル、アトランタなどを訪問。最先端の航空・宇宙産業、自動車産業、通信技術産業を視察した。
- 1月30日 - ヴァリグ・ブラジル航空967便遭難事故

### 2月
- 2月1日 - イラン革命
- 2月17日 - カンボジアを巡る対立から中越戦争が勃発。

### 3月
- 3月16日 - 中国軍がベトナムの領土から撤退し、中越戦争が終了。
- 3月26日 - エジプトとイスラエルがワシントンでエジプト・イスラエル平和条約に調印。
- 3月28日 - アメリカのスリーマイル島原子力発電所で放射能漏れ事故。

### 4月
- 4月10日 - 台湾関係法が制定される。
- 4月25日 - アメリカ台湾協防司令部廃止と在台米軍撤退。

### 5月
- 5月1日 - デンマーク領グリーンランドに自治政府が発足。
- 5月4日 - イギリス、保守党の党首サッチャーが首相に就任（先進国初の女性首相）。
- 5月19日 - フォードが東洋工業へ資本参加を決定。
- 5月25日 - アメリカン航空191便墜落事故

### 6月
- 6月7日-10日 - 欧州議会議員選挙の投票が実施され、欧州議会初の直接選挙が行われる。
- 6月18日 - ウィーンでの米ソ首脳会談で、SALTII（第二次戦略兵器制限条約）が調印される。
- 6月28日 - 第5回先進国首脳会議（東京サミット）開催。
- 6月30日 - 梅雨前線による豪雨で西日本から東北地方にかけて被害。死者・行方不明者27人、負傷者27人[1]。

### 7月
- 7月1日 - ソニーがヘッドホンステレオ「ウォークマン」を発売。
- 7月12日
  - キリバスが独立。
  - ディスコ・デモリッション・ナイト
- 7月16日 - イラク、バアス党のサッダーム・フセインがイラク大統領に就任。
- 7月20日 - ジュネーヴで「インドシナ難民問題国際会議」開催。

### 8月
- 1979年赤道ギニアクーデター（英語版）

### 9月
- 9月7日 - アメリカのスポーツ専門チャンネル・ESPNが開局。
- 9月20日 - 中央アフリカ帝国にてフランス軍による無血クーデターにより帝政が崩壊。
- 9月22日 - アメリカの人工衛星「ヴェラ・ホテル6911」がプリンス・エドワード諸島付近で「二重の閃光」を探知（ヴェラ事件）。

### 10月
- 10月1日 - アメリカ合衆国の海外領土であったパナマ運河地帯が廃止され、パナマに施政権を返還。
- 10月7日 - 元韓国中央情報部 (KCIA) 部長の金炯旭、フランス・パリで失踪。
- 10月26日
  - 天然痘が根絶とWHOが宣言。
  - 韓国の朴正煕大統領暗殺。

### 11月
- 11月4日 - イランアメリカ大使館人質事件
- 11月18日 - 第1回東京国際女子マラソンが開催される（国際陸上競技連盟初公認の女子マラソン）。
- 11月20日 - アル＝ハラム・モスク占拠事件

### 12月
- 12月12日
  - 韓国で粛軍クーデター、全斗煥少将が軍の実権を掌握。
  - 国鉄のリニアモーターカーが宮崎実験線において時速504キロを達成（世界初の時速500キロ超え）。
- 12月24日 - ソビエト連邦のアフガニスタン侵攻
- 一般映画制限付（現：R-15）が導入される。
- ビャーネ・ストロヴストルップが汎用プログラミング言語のC++を開発。

## 芸術・文化

### 音楽
- シック「グッド・タイムズ」「愛してほしい」「おしゃれフリーク」
- スモーキー・ロビンソン「クルージン」
- イアン・デューリー「リーズン・トゥ・ビー・チアフル」
- ドクター・フック「すてきな娘に出会ったら」「めぐり合う夜」
- ハーブ・アルパート「ライズ」
- ブームタウン・ラッツ「哀愁のマンデイ」

### 映画
- 『エイリアン』
- 『地獄の黙示録』
- 『007 ムーンレイカー』[英]
- 『マッドマックス』

### 文学
- ベストセラー
  - エズラ・F. ヴォーゲル『ジャパン・アズ・ナンバーワン』

## スポーツ
- モータースポーツ
  - F1世界選手権
  - ドライバーズチャンピオン ジョディ・シェクター
  - コンストラクターズチャンピオン フェラーリ
- ロードレース世界選手権
  - 500cc ケニー・ロバーツ
- 世界最強タッグ決定リーグ戦優勝ドリー・ファンク・ジュニア＆テリー・ファンク（ザ・ファンクス）組（1回目）

## 誕生

### 1月
- 1月1日 - 堂本光一（DOMOTO）
- 1月2日 - ミチェル・アブレイユ、プロ野球選手
- 1月3日 - 田中理恵、声優
- 1月3日 - ベリッシモ・フランチェスコ、料理研究家、タレント
- 1月3日 - マイケル・レストビッチ、プロ野球選手
- 1月7日 - 本名陽子、声優
- 1月8日 - アドリアン・ムトゥ、サッカー選手
- 1月13日 - ヴィタリー・ノビコフ、フィギュアスケート選手
- 1月14日 - アンジェラ・リンドヴァル、ファッションモデル
- 1月14日 - ヴィレ・ヴァンニ、音楽家、外科医
- 1月15日 - アレクセイ・ソコロフ、フィギュアスケート選手
- 1月15日 - 趙全勝、野球選手
- 1月15日 - ドリュー・ブリーズ、アメリカンフットボール選手
- 1月16日 - アリーヤ、歌手（+ 2001年）
- 1月16日 - ジャック・カスト、元メジャーリーガー
- 1月16日 - セシリー・V・Z、小説家
- 1月18日 - アナスタシア・グレベンキナ、フィギュアスケート選手
- 1月18日 - ジェイ・チョウ、歌手
- 1月18日 - ワンディ・ロドリゲス、メジャーリーガー
- 1月19日 - 金炳賢、メジャーリーガー
- 1月19日 - 孫英傑、陸上競技選手
- 1月19日 - パウロ・フェレイラ、サッカー選手
- 1月20日 - オクサナ・ポトディコワ、フィギュアスケート選手
- 1月21日 - イヌル・ダラティスタ、歌手
- 1月22日 - カルロス・ルイーズ、メジャーリーガー
- 1月22日 - 林威助、プロ野球選手
- 1月26日 - 樹元オリエ、声優
- 1月26日 - 山田和樹、指揮者
- 1月29日 - ランス・ニークロ、メジャーリーガー
- 1月31日 - 松井優征、漫画家

### 2月
- 2月1日 - スタニスラフ・モロゾフ、フィギュアスケート選手
- 2月6日 - デビッド・ロランディーニ、野球選手
- 2月7日 - 石毛佐和、声優
- 2月7日 - ジョン・レスター、プロ野球選手
- 2月9日 - イリーナ・スルツカヤ、フィギュアスケート選手
- 2月9日 - 章子怡、中国の女優
- 2月10日 - 加藤陽一、脚本家
- 2月11日 - ブランディ、歌手
- 2月11日 - ミチェル・エンリケス、野球選手
- 2月13日 - ミーナ・スヴァーリ、女優
- 2月16日 - バレンティーノ・ロッシ、MotoGPライダー
- 2月17日 - ジョシュ・ウィリンガム、メジャーリーガー
- 2月19日 - 呂建剛、プロ野球選手
- 2月20日 - 黄龍義、野球選手
- 2月21日 - ジェニファー・ラブ・ヒューイット、女優
- 2月23日 - クリス・アギーラ、プロ野球選手
- 2月26日 - ゴー・タイン・ヴァン、歌手、モデル、女優
- 2月27日 - myco、歌手

### 3月
- 3月2日 - セルゲイ・ダヴィドフ、フィギュアスケート選手
- 3月2日 - ダミアン・ダフ、サッカー選手
- 3月3日 - 流石矢一、俳優
- 3月3日 - ホルヘ・フリオ、元メジャーリーガー
- 3月4日 - ヴィアチェスラフ・マラフェエフ、サッカー選手
- 3月6日 - ティム・ハワード、サッカー選手
- 3月11日 - エルトン・ブランド、バスケットボール選手
- 3月12日 - 李惠踐、野球選手
- 3月12日 - デーブ・ウィリアムス、プロ野球選手
- 3月13日 - ヨハン・サンタナ、メジャーリーガー
- 3月14日 - サンティーノ・マレラ、プロレスラー
- 3月14日 - ニコラ・アネルカ、サッカー選手
- 3月15日 - ケビン・ユーキリス、メジャーリーガー
- 3月16日 - Taku Goto、ミュージシャン（FREEASY BEATS）
- 3月16日 - 崔煕渉、プロ野球選手
- 3月18日 - アダム・レヴィーン、ミュージシャン（マルーン5）
- 3月19日 - ヒド・ターコルー、バスケットボール選手
- 3月23日 - 姜暢雄、俳優
- 3月23日 - マーク・バーリー、メジャーリーガー
- 3月26日 - ジェイ・ショーン、歌手
- 3月30日 - ティエリー・ジョルジュ、オリエンテーリング選手
- 3月30日 - ノラ・ジョーンズ、ジャズ歌手・ピアニスト

### 4月
- 4月1日 - ジア・ルイス＝スモールウッド、陸上競技選手
- 4月2日 - エジナウド・バチスタ・リバノ、サッカー選手
- 4月4日 - チャールズ・バトラー、フィギュアスケート選手
- 4月4日 - ヒース・レジャー、俳優（+ 2008年）
- 4月5日 - ティモ・ヒルデブラント、サッカー選手
- 4月5日 - ベン・フェレイラ、フィギュアスケート選手
- 4月6日 - 中村エミ、元女優
- 4月7日 - エイドリアン・ベルトレ、メジャーリーガー
- 4月8日 - ジェレミー・ガスリー、メジャーリーガー
- 4月8日 - アレキシ・ライホ、ミュージシャン
- 4月10日 - 堂本剛（DOMOTO）
- 4月12日 - クレア・デインズ、女優
- 4月12日 - マテヤ・ケジュマン、サッカー選手
- 4月13日 - バロン・デイビス、バスケットボール選手
- 4月18日 - アンソニー・デビッドソン、F1ドライバー
- 4月18日 - コートニー・カーダシアン、ソーシャライト、タレント
- 4月19日 - 加藤鮎子、政治家
- 4月19日 - ケイト・ハドソン、女優
- 4月19日 - ホルヘ・ピエドラ、メジャーリーガー
- 4月21日 - 朴龍澤、野球選手
- 4月23日 - カルロス・シルバ、メジャーリーガー
- 4月26日 - ヤンネ・ウィルマン、ミュージシャン
- 4月27日 - クリスチャン・ベロア、プロ野球選手
- 4月28日 - ショーン・ダグラス、プロ野球選手
- 4月28日 - 李成江、フィギュアスケート選手

### 5月
- 5月4日 - ランス・バス、俳優・歌手
- 5月9日 - ブランドン・ウェブ、メジャーリーガー
- 5月9日 - ロザリオ・ドーソン、アメリカの女優
- 5月10日 - トニー・アルバレス、メジャーリーガー
- 5月16日 - ラスマス・フェイバー、ミュージシャン
- 5月19日 - アンドレア・ピルロ、サッカー選手
- 5月19日 - ディエゴ・フォルラン、サッカー選手
- 5月20日 - クリストフ・ルメール、騎手
- 5月20日 - ジェイソン・ワース、メジャーリーガー
- 5月21日 - 熊崎信也、ゲームデザイナー、ディレクター
- 5月23日 - ヤニ・ステファノヴィック、ヘヴィメタル・ミュージシャン
- 5月24日 - トレイシー・マグレディ、バスケットボール選手
- 5月25日 - ジョニー・ウィルキンソン、ラグビー選手
- 5月26日 - メメット・オカー、バスケットボール選手
- 5月30日 - 釘宮理恵、声優

### 6月
- 6月1日 - マルクス・ペルソン、ゲームクリエイター、プログラマー
- 6月5日 - ピート・ウェンツ、ミュージシャン（フォール・アウト・ボーイ）
- 6月7日 - チェイス・ランビン、プロ野球選手
- 6月8日 - ピート・オーア、メジャーリーガー
- 6月10日 - ビクトル・モレノ、メキシカンリーガー
- 6月11日 - 李運飛、フィギュアスケート選手
- 6月12日 - キム・ヨンスク、フィギュアスケート選手
- 6月12日 - 茂山逸平、狂言師
- 6月12日 - ディエゴ・ミリート、サッカー選手
- 6月13日 - ジャスティン・キング、ギタリスト
- 6月18日 - 小林由美子、声優
- 6月20日 - シドニー・ボーゲル、フィギュアスケート選手
- 6月21日 - クリス・プラット、俳優
- 6月22日 - ブラッド・ホープ、メジャーリーガー
- 6月23日 - ラダニアン・トムリンソン、アメリカンフットボール選手
- 6月25日 - シルヴァナ・ティリンツォーニ、カーリング選手
- 6月26日 - アウデス・デ・レオン、マイナーリーガー
- 6月26日 - ルイス・ゴンザレス、プロ野球選手
- 6月30日 - 吉村民、タレント

### 7月
- 7月5日 - ダビッド・ビスバル、歌手
- 7月10日 - 韓盛治、ミュージカル俳優
- 7月11日 - ソ・ミンジョン、韓国の女優
- 7月13日 - ルシンダ・ルー、フィギュアスケート選手
- 7月14日 - セルゲイ・イグナシェヴィッチ、サッカー選手
- 7月14日 - ロビン・ゾルコーヴィ、フィギュアスケート選手
- 7月15日 - アレクサンダー・フライ、サッカー選手
- 7月18日 - ヤスカ・ラーチカイネン、ミュージシャン
- 7月21日 - デビッド・カー、アメリカンフットボール選手
- 7月22日 - ヤデル・マルティ、プロ野球選手
- 7月23日 - 池添謙一、騎手
- 7月24日 - ホセ・バルベルデ、メジャーリーガー
- 7月24日 - ライアン・スパイアー、プロ野球選手
- 7月26日 - デレク・パラヴィチーニ、ピアニスト
- 7月31日 - アンディ・バンヘッケン、プロ野球選手
- 7月31日 - J.J.ファーマニアック、プロ野球選手

### 8月
- 8月1日 - 郭政新、フィギュアスケート選手
- 8月2日 - コルビー・ルイス、メジャーリーガー
- 8月8日 - ラシャード・ルイス、バスケットボール選手
- 8月10日 - ダン・ジョンソン、プロ野球選手
- 8月10日 - ブランドン・ライオン、メジャーリーガー
- 8月10日 - 堀向彦輝、ミュージシャン
- 8月12日 - D.J.ホールトン、プロ野球選手
- 8月15日 - 佟健、フィギュアスケート選手
- 8月16日 - グリゴリー・ペトロフスキー、フィギュアスケート選手
- 8月17日 - 青木崇、声優
- 8月19日 - ニーロ・セヴァネン、音楽家
- 8月20日 - フランクリン・グラセスキー、プロ野球選手
- 8月21日 - キンバリー・スチュワート、ファッションモデル
- 8月24日 - 蕭亞軒、台湾の歌手
- 8月24日 - トート・ゾルターン、フィギュアスケート選手
- 8月24日 - マイケル・レッド、バスケットボール選手
- 8月29日 - エド・ロジャース、メジャーリーガー

### 9月
- 9月3日 - ジュリオ・セザル・ソアレス・エスピンドラ、サッカー選手
- 9月5日 - ライアン・スピルボーグス、プロ野球選手
- 9月8日 - 椿理沙、声優
- 9月8日 - ヒオルビス・ドゥベルヘル、野球選手
- 9月8日 - P!NK、ミュージシャン
- 9月11日 - アリアナ・リチャーズ、アメリカの女優
- 9月11日 - エリック・アビダル、サッカー選手
- 9月11日 - ダビド・ピサーロ、サッカー選手
- 9月11日 - フランク・フランシスコ、メジャーリーガー
- 9月12日 - 増田裕司、声優
- 9月14日 - イヴィツァ・オリッチ、サッカー選手
- 9月15日 - エドナ・キプラガト、マラソン選手
- 9月16日 - フロー・ライダー、ラッパー
- 9月20日 - さかいゆう、シンガーソングライター
- 9月21日 - リチャード・ダン、サッカー選手
- 9月24日 - ケイシー・ジョンソン、ソーシャライト
- 9月24日 - ファビオ・アウレリオ・ロドリゲス、サッカー選手
- 9月25日 - ミケーレ・スカルポーニ、ロードレース (自転車競技)選手（+ 2017年）
- 9月26日 - ユレンデル・デキャスター、メジャーリーガー
- 9月26日 - リカルド・パルマ、マイナーリーガー
- 9月29日 - シェリー・ダンカン、メジャーリーガー
- 9月30日 - アンディ・ファン・デル・メイデ、サッカー選手

### 10月
- 10月4日 - レイチェル・リー・クック、女優
- 10月10日 - ノルベルト・ゴンサレス、野球選手
- 10月14日 - デュアネル・サンチェス、元メジャーリーガー
- 10月15日 - ポール・ロビンソン、サッカー選手
- 10月16日 - カルロス・ムニョス、マイナーリーガー
- 10月17日 - キミ・ライコネン、F1ドライバー
- 10月18日 - ニーヨ、R&Bシンガーソングライター、音楽プロデューサー
- 10月18日 - ヤロスラフ・ドロブニー、サッカー選手
- 10月20日 - ポール・アンソニー・テレック、アメリカの陸上競技選手
- 10月22日 - イヴ・シャロム、フィギュアスケート選手
- 10月25日 - 片山智彦、NHKアナウンサー
- 10月28日 - ボビー・クレイマー、プロ野球選手
- 10月31日 - シモーネ・パストゥシャク、フィギュアスケート選手
- 10月31日 - ショーン・ウィルツ、フィギュアスケート選手

### 11月
- 11月1日 - 榎本温子、声優
- 11月1日 - ココ・クリスプ、メジャーリーガー
- 11月3日 - パブロ・アイマール、サッカー選手
- 11月5日 - ルディ・レジェス、野球選手
- 11月6日 - アダム・ラローシュ、メジャーリーガー
- 11月6日 - ラマー・オドム、バスケットボール選手
- 11月7日 - フアン・ブリトー、元メジャーリーガー
- 11月8日 - アーロン・ヒューズ、北アイルランドのサッカー選手
- 11月8日 - エレーナ・イワノワ、フィギュアスケート選手
- 11月8日 - ブランドン・フォーサイス、フィギュアスケート選手
- 11月9日 - アダム・ダン、メジャーリーガー
- 11月11日 - バーバロ・カニザレス、プロ野球選手
- 11月13日 - ジェラルド・レアード、メジャーリーガー
- 11月13日 - ロン・アーテスト、バスケットボール選手
- 11月19日 - ライアン・ハワード、メジャーリーガー
- 11月19日 - ダブルネーム・ジョー、ものまね芸人
- 11月21日 - ヴィンチェンツォ・イアクインタ、サッカー選手
- 11月26日 - 遠藤大輔、声優
- 11月27日 - 曾豪駒、野球選手
- 11月27日 - ヒラリー・ハーン、ヴァイオリニスト
- 11月28日 - マイク・シュルツ、プロ野球選手

### 12月
- 12月6日 - ティム・ケーヒル、サッカー選手
- 12月7日 - ライアン・テリオ、メジャーリーガー
- 12月10日 - サラ・モーテンセン、女優
- 12月11日 - マッシモ・スカリ、フィギュアスケート選手
- 12月12日 - ジョン・サーモンズ、バスケットボール選手
- 12月13日 - タナカ・アイコ、アダルトモデル
- 12月14日 - マイケル・オーウェン、サッカー選手
- 12月16日 - ジョン・フーバー、プロレスラー（+ 2020年）
- 12月16日 - トレバー・イメルマン、ゴルファー
- 12月17日 - ドミトリー・パラマルチュク、フィギュアスケート選手
- 12月18日 - 蔡相秉、前 韓国プロ野球選手
- 12月20日 - デビッド・デヘスース、メジャーリーガー
- 12月21日 - TAKUYA∞、歌手（UVERworld）
- 12月24日 - ジョー・バレンタイン、元プロ野球選手
- 12月24日 - 龐清、フィギュアスケート選手
- 12月26日 - J.C.ボスカン、メジャーリーガー
- 12月28日 - ジェームズ・ブレーク、テニス選手
- 12月28日 - ビル・ホール、メジャーリーガー

## ノーベル賞
- 物理学賞 - シェルドン・グラショウ（アメリカ）、スティーヴン・ワインバーグ（アメリカ）、アブドゥッサラーム（パキスタン）
- 化学賞 - ハーバート・ブラウン（アメリカ）、ゲオルク・ヴィッティヒ（ドイツ）
- 生理学・医学賞 - アラン・コーマック（アメリカ）、ゴッドフリー・ハウンズフィールド（イギリス）
- 文学賞 - オデッセアス・エリティス（ギリシア）
- 平和賞 - マザー・テレサ（インド）
- 経済学賞 - アーサー・ルイス（イギリス）、セオドア・シュルツ（アメリカ）